# Piabuna xerophila
Piabuna xerophila là một loài nhện trong họ Phrurolithidae.
Loài này thuộc chi Piabuna. Piabuna xerophila được Ralph Vary Chamberlin & Wilton Ivie miêu tả năm 1935.